# Bharata Muni
Bharata Muni (en hindi: भरत) va ser un savi muni de l'antiga Índia. Tradicionalment se li atribueix l'autoria de l'influent tractat d'arts escèniques Natya Shastra, que cobreix la dansa, la dramatúrgia, la poètica i la música de l'antiga Índia.